# Bisbat de Thái Binh
El bisbat de Thái Bình (vietnamita: Giáo phận Thái Bình; llatí: Dioecesis de Thai Binh) és una seu de l'Església catòlica al Vietnam, sufragània de l'arquebisbat de Hanoi. Al 2017 tenia 134.700 batejats d'un total de 2.955.000 habitants. Actualment està regida pel bisbe Pierre Nguyên Van Dê, S.D.B.

## Territori
La seu episcopal és la ciutat de Thái Bình, on es troba la catedral de la Sagrat Cor de Jesús
El territori s'estén sobre 2.221 km² i està dividit en 119 parròquies.

## Història
El vicariat apostòlic del Thái Binh va ser erigit el 9 de març de 1936 mitjançant la butlla Praecipuas inter del papa Pius XI, prenent el territori del vicariat apostòlic de Bùi Chu (avui diòcesi).
El 24 de novembre de 1960 el vicariat apostòlic va ser elevat a diòcesi mitjançant la butlla Venerabilium Nostrorum del papa Joan XXIII.

## Cronologia episcopal
- Juan Casado Obispo, O.P. † (9 de març de 1936 - 19 de gener de 1941 mort)
- Santos Ubierna, O.P. † (24 de febrer de 1942 - 15 d'abril de 1955 mort)
  - Sede vacante (1955-1960)
- Dominique Dinh-Duc-Tru † (5 de març de 1960 - 8 de juny de 1982 mort)
- Joseph Marie Dinh-Binh † (7 de juny de 1982 - 14 de març de 1989 mort)
- François Xavier Nguyên Van Sang † (3 de desembre de 1990 - 25 de juliol de 2009 jubilat)
- Pierre Nguyên Van Dê, S.D.B., des del 25 de juliol de 2009

## Estadístiques
A finals del 2017, la diòcesi tenia 134.700 batejats sobre una població de 2.955.000 persones, equivalent al 4,6% del total.
| any  | població | població  | població | sacerdots | sacerdots       | sacerdots       | sacerdots             | diàques | religiosos | religiosos | parroquies |
| ---- | -------- | --------- | -------- | --------- | --------------- | --------------- | --------------------- | ------- | ---------- | ---------- | ---------- |
| any  | batejats | total     | %        | total     | clergat secular | clergat regular | batejats por sacerdot | diàques | homes      | dones      |            |
| 1962 | 88.452   | 1.660.891 | 5,3      | 14        | 14              |                 | 6.318                 |         |            | 26         | 14         |
| 1979 | 88.446   | 3.986.460 | 2,2      | 22        | 22              |                 | 4.020                 |         |            |            | 64         |
| 1996 | 125.000  | 1.560.000 | 8,0      | 30        | 30              |                 | 4.166                 |         |            | 26         | 64         |
| 2000 | 120.000  | 2.800.000 | 4,3      | 34        | 34              |                 | 3.529                 |         |            | 48         | 64         |
| 2001 | 120.000  | 2.800.000 | 4,3      | 31        | 31              |                 | 3.870                 |         |            | 48         | 64         |
| 2003 | 119.749  | 2.950.000 | 4,1      | 38        | 38              |                 | 3.151                 |         |            | 71         | 64         |
| 2004 | 116.399  | 2.850.000 | 4,1      | 42        | 42              |                 | 2.771                 |         |            | 79         | 64         |
| 2010 | 133.043  | 3.250.000 | 4,1      | 57        | 57              |                 | 2.334                 |         | 3          | 130        | 102        |
| 2014 | 129.245  | 2.936.400 | 4,4      | 90        | 77              | 13              | 1.436                 |         | 44         | 155        | 102        |
| 2017 | 134.700  | 2.955.000 | 4,6      | 154       | 130             | 24              | 874                   |         | 42         | 187        | 119        |